# Hoplodoris
Hoplodoris es un género de moluscos nudibranquios de la familia Discodorididae.

## Especies
El Registro Mundial de Especies Marinas incluye un total de 8 especies válidas en el género Hoplodoris:
- Hoplodoris armata (Baba, 1993)
- Hoplodoris bifurcata (Baba, 1993)
- Hoplodoris bramale Fahey & Gosliner, 2003
- Hoplodoris estrelyado Gosliner & Behrens, 1998
- Hoplodoris flammea Fahey & Gosliner, 2003
- Hoplodoris grandiflora (Pease, 1860)
- Hoplodoris hansrosaorum Dominguez, Garcia & Troncoso, 2006
- Hoplodoris nodulosa (Angas, 1864)

Especies cuyo nombre ha dejado de ser aceptado por sinonimia:
- Hoplodoris desmoparypha Bergh, 1880 aceptado como Asteronotus raripilosus (Abraham, 1877)
- Hoplodoris novaezelandiae (Bergh, 1904) aceptado como Hoplodoris nodulosa (Angas, 1864)

## Galería

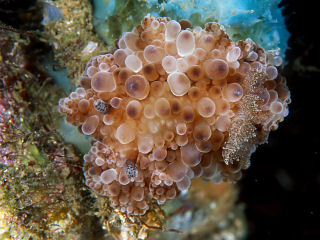
Hoplodoris armata
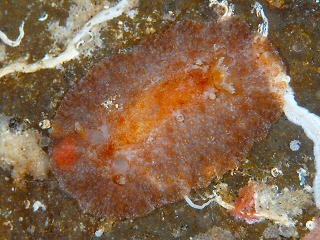
Hoplodoris bifurcata
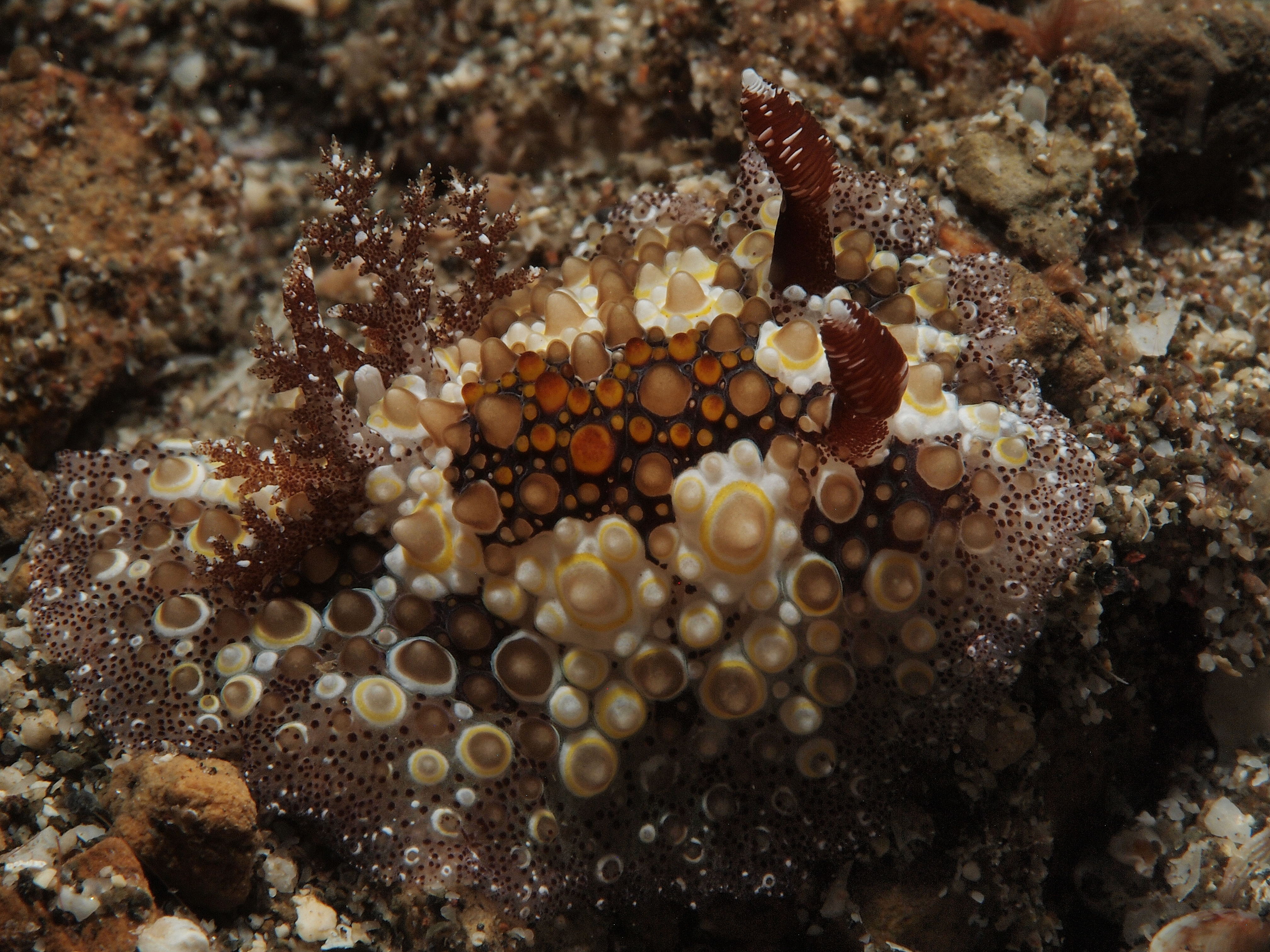
Hoplodoris estrelyado
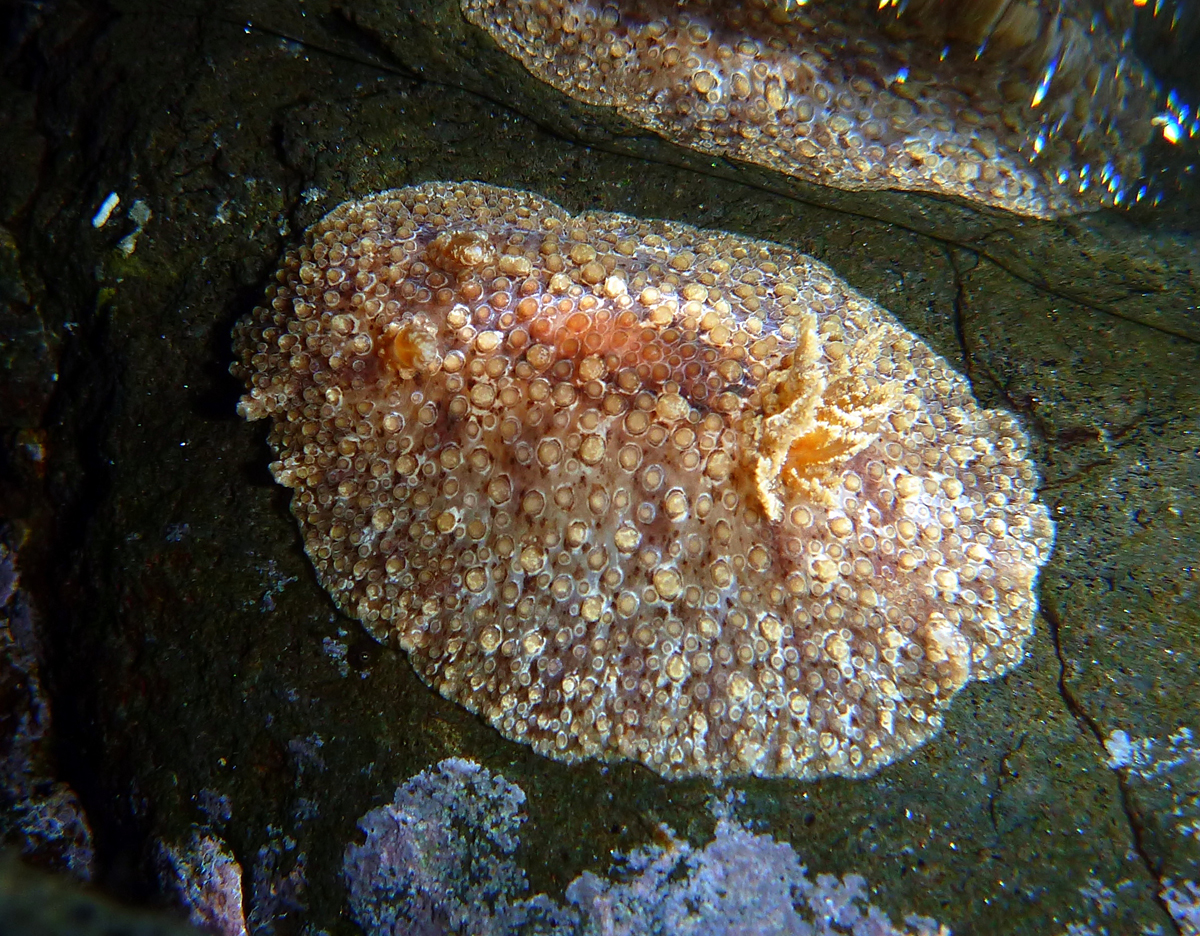
Hoplodoris grandiflora
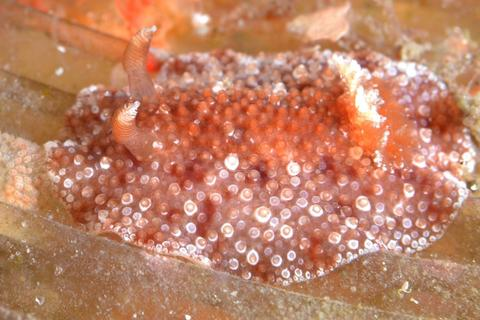
Hoplodoris hansrosaorum
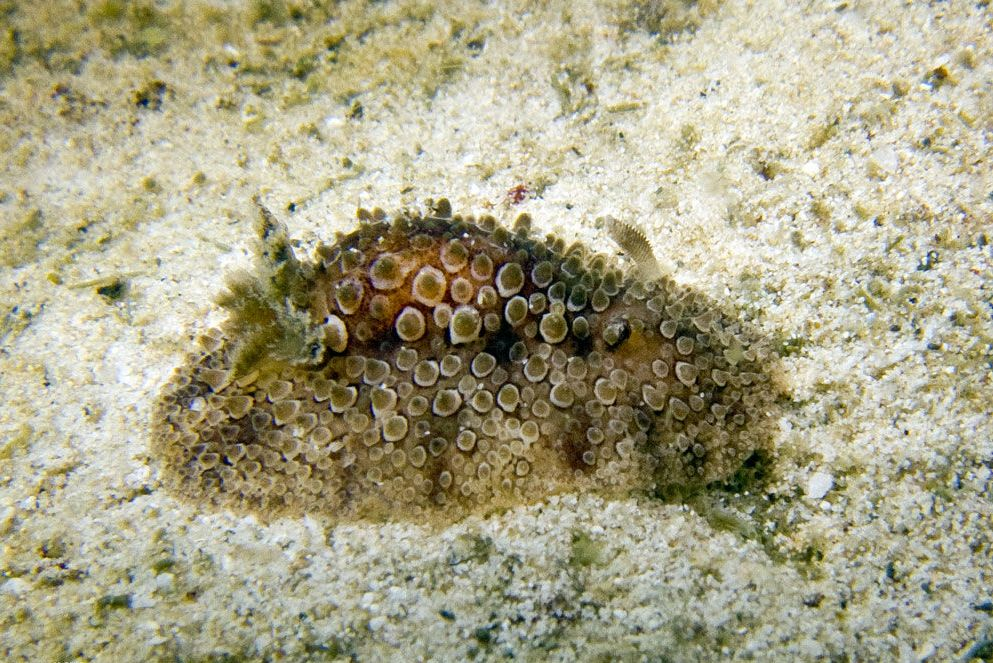
Hoplodoris nodulosa
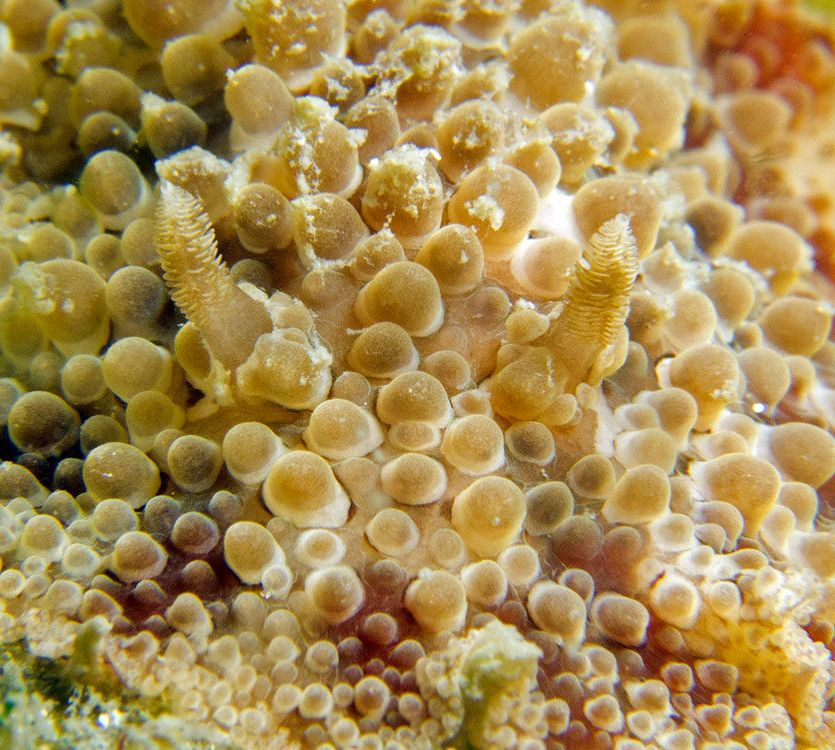
Detalle de Hoplodoris nodulosa
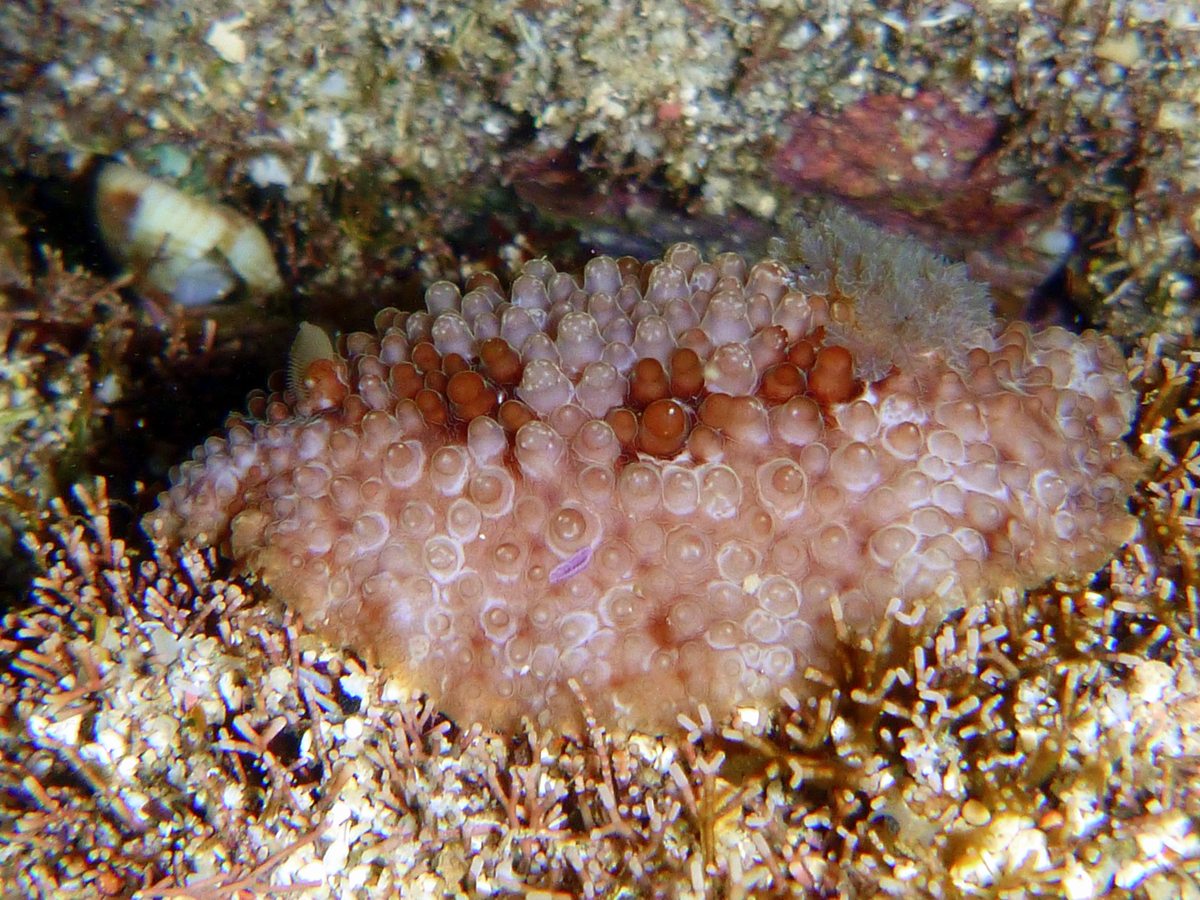
Hoplodoris sp